# Oldmanesox
Oldmanesox è un genere estinto di pesci ossei appartenente alla famiglia Esocidae, vissuto durante il Cretaceo superiore nel Nord America. L'unica specie nota è Oldmanesox canadensis.

## Descrizione
Oldmanesox canadensis è conosciuto principalmente da dentari e palatini fossili. Il dentario più completo include la regione che va dalla sinfisi fino alla punta anteriore del canale trigeminale mandibolare. In vista laterale, il dentario è allungato e simile a una bacchetta. L’estremità anteriore, al di sotto del canale di Meckel, è compressa lateralmente a formare una flangia anteroventrale, che costituisce la metà inferiore della sinfisi. In vista frontale, la sinfisi mostra una porzione dorsale bulbosa e una parte ventrale compressa lateralmente.
Un altro genere coevo, Estesesox foxi, differisce da O. canadensis per la presenza di due o più file ben sviluppate di denti, con le file laterali che si estendono fino al livello del forame trigeminale mandibolare. Inoltre, i denti di E. foxi sono più piccoli. In O. canadensis si osserva invece una singola fila di denti relativamente grandi, con spazi regolari per i denti di ricambio.

## Classificazione
Oldmanesox è stato descritto per la prima volta nel 1992, sulla base di fossili ritrovati nella Formazione Dinosaur Park dell’Alberta, in Canada, datata al Campaniano superiore (circa 73 milioni di anni fa). Altri esemplari, con leggere variazioni morfologiche considerate intraspecifiche, provengono dalla Formazione Prince Creek nel nord dell’Alaska, un ambiente polare di alta latitudine durante il Cretaceo superiore.
Oldmanesox è stato assegnato alla famiglia Esocidae sulla base della presenza di basi dentali a forma di "C".

## Significato paleobiogeografico
La presenza di Oldmanesox nella Formazione Prince Creek fornisce importanti informazioni sulla distribuzione latitudinale dei vertebrati durante il Cretaceo superiore. Tali ritrovamenti supportano l’ipotesi che alcuni esocidi e salmonidi fossero già adattati a condizioni ambientali polari nel tardo Cretaceo. Queste evidenze sostengono inoltre l’esistenza di una provincia faunistica distinta, nota come Provincia di Paanaqtat.